# Verin Shorzha
Verin Shorzha (en arménien Վերին Շորժա) est une communauté rurale du marz de Gegharkunik, en Arménie. Elle compte 28 habitants en 2008.